# Юсупов, Наиль Хабибович
Наиль Хабибович (Хабибуллович) Юсупов (1 марта 1930 — 10 января 2010) — советский и российский партийный и хозяйственный деятель, директор ПАО «Казаньоргсинтез» в 1986—2003 годы, почётный гражданин Казани (2007).

## Биография
Родился в деревне Ахунбаево, Джалакудукский район, Андижанская область, Узбекская ССР.
В 1953 году окончил механический факультет Казанского химико-технологического института по направлению «Оборудования химических заводов». Первое время работал старшим лаборантом кафедры в КХТИ.
В конце 1953 года Юсупов назначен главным инженером Тумутукской машинно-тракторной станции, где проработал до ликвидации МТС в СССР.
С 1958 по 1960 год Наиль Юсупов работал инструктором в Татарском обкоме КПСС. В 1962 году окончил Высшую партийную школу при ЦК КПСС и стал заместителем заведующего отделом партийных органов Татарского обкома КПСС.
С декабря 1962 года по декабрь 1964 года Юсупов был первым секретарём Набережночелнинского райкома КПСС, который в январе 1963 года был реорганизован в горком. В 1965—1969 годах — первый секретарь Нижнекамского горкома КПСС. Под непосредственным руководством Юсупова были построены крупные нефтехимический и шинный комбинаты, сажевый завод, а также началось сооружение комплекса предприятий пищевой промышленности, торговли, хозяйственно-бытового обслуживания, открылись средние школы и больницы, велось масштабное жилищное строительство.
В 1969—1974 годах был заведующим отделом нефтяной промышленности Татарского обкома КПСС. Был переведён на производство за критику способов добычи нефти в республике.
В 1974—1986 годах — директор Казанского химического завода им. В. В. Куйбышева (позже — «Тасма»). При Юсупове было запущено масштабное производство рентгеновских и фототехнических плёнок, оборудование для которого было завезено из Японии.
С 1986 по 2003 год занимал должность директора, генерального директора ОАО «Органический синтез». При непосредственном участии Юсупова вводились в эксплуатацию современная техника, компьютеризированное управление производством, прошла реконструкция основных производств. Юсупов значительное внимание уделял развитию социальной инфраструктуры, были построены и сданы в эксплуатацию объекты социально-культурного назначения, спортивные комплексы, более 71000 м² благоустроенного жилья.
В 2002 году занял 59-е место в списке журнала «Коммерсантъ» «1000 самых профессиональных менеджеров России. Тор-100». Через год журнал «Деньги» включил его в топ-100 крупнейших финансистов страны, Юсупов занял в нём 67-е место.
В 2003 году Юсупов вышел на пенсию и стал советником генерального директора ОАО «Аммоний». Умер 10 января 2010 года в Казани. 
Автор и соавтор ряда изобретений в нефтехимической и химической промышленности.
Избирался депутатом Верховного Совета Татарской АССР четырёх созывов.

## Награды
Награждён орденом Трудового Красного Знамени и двумя орденами «Знак Почёта», знаком «Лучший менеджер России». Имел почётные звания: Заслуженный химик Республики Татарстан и Заслуженный химик РФ.

## Память
В 2016 году было предложено назвать именем Юсупова одну из новых улиц Кировского района Казани.